# Tazgolo
Tazgolo (Tasgolo, Taz Golo) ist eine osttimoresische Aldeia im Suco Lour (Verwaltungsamt Bobonaro, Gemeinde Bobonaro). 2015 lebten in der Aldeia 318 Menschen.

## Geographie
Tazgolo liegt im Norden des Sucos Lour. Südlich befindet sich die Aldeia Heliquei. Im Westen grenzt Tazgolo an den Suco Ai-Assa und im Norden und Osten an den zum Verwaltungsamt Zumalai gehörenden Suco Lepo. An der Südostgrenze fließt der Bemutin, ein Nebenfluss des Loumea.
Im Südwesten steigt das Land zum Berg Lour (791 m) an. Nordöstlich von ihm verläuft eine Straße durch die Aldeia. An ihr liegt im Südosten der Aldeia das Dorf Tazgolo. Im Dorf befinden sich der Sitz des Sucos Lour, eine Grundschule und ein Friedhof.

## Politik
2023 wurde Saturnino de Jesus zum Chefe de Aldeia gewählt.